# تپه بوینی سفلی
تپه بوینی سفلی مربوط به سده‌های اولیه دوران‌های تاریخی پس از اسلام است و در شهرستان گرمی، بخش انگوت، دهستان انگوت شرقی، روستای قوزلو واقع شده و این اثر در تاریخ ۲۷ اسفند ۱۳۸۶ با شمارهٔ ثبت ۲۲۷۴۶ به‌عنوان یکی از آثار ملی ایران به ثبت رسیده است.